# Clostridium perfringens
Il Clostridium perfringens (noto in precedenza come Clostridium welchii) è un batterio gram-positivo, a forma di bastoncello, anaerobio, solfito-riduttore e sporigeno, appartenente al genere Clostridium. C. perfringens è ubiquitario in natura e può essere trovato come un normale componente di vegetali in decomposizione, nel sedimento marino, nel tratto intestinale degli esseri umani e di altri vertebrati, negli insetti, nell'acqua e nel suolo. Virtualmente ogni campione di suolo che sia esaminato, ad eccezione delle sabbie del Sahara, contiene C. perfringens.

## Caratteristiche di infezione
I Clostridium che contaminano le ferite sono in genere polimicrobici, e comprendono le specie C. perfringens, C.novyi, C. septicum ed altri; questi provengono prevalentemente dall'ambiente oppure sono una componente della normale flora microbica dell'ospite. L'ambiente anaerobico presente nelle ferite profonde facilita la replicazione del Clostridium e la produzione di tossine. Infezioni a carico di C. perfringens mostrano evidenza di necrosi dei tessuti, batteremia, enfisema, colecistiti, e gangrena gassosa, conosciuta anche come mionecrosi. La tossina coinvolta nella gangrena gassosa è nota con il nome di α-tossina, una fosfolipasi C che porta a una emolisi massiva e a un aumento della permeabilità vascolare con perdite di sangue causate dalla degradazione delle piastrine. Nel complesso produce alterazioni nella membrana cellulare, interferendo con le sue normali funzioni.
La gangrena gassosa è un processo che ha inizio con l'ingresso di spore in una ferita scarsamente ossigenata. Queste, una volta germinate, indurranno la degenerazione del tessuto molle adiacente con relativa produzione di gas nel caso in cui producano specifiche tossine, sia alfa sia teta. Il gas conferirà alla zona un caratteristico crepitio.
Il C. perfringens è uno dei principali responsabili dei processi di putrefazione dei cadaveri con produzione di gas tissutale.

## Tossinfezione alimentare
Alcuni ceppi di C. perfringens producono una tossina che causa tossinfezione alimentare se ingerita. In Gran Bretagna e negli Stati Uniti sono la terza causa più comune di malattie derivate dagli alimenti, con carne e pollame non ben cucinati principali colpevoli di ospitare il batterio. L'enterotossina clostridiale che media la malattia è termolabile ed è inattivata a 74 °C ; può essere ritrovata nei cibi contaminati e nelle feci.
L'incubazione è tra le 8 e le 16 ore dopo l'ingestione del cibo contaminato. Manifestazioni tipiche sono crampi addominali e diarrea mentre vomito e febbre sono più rari. L'intero corso della malattia si risolve in circa 24 ore. Rarissimi sono i casi fatali da enterite clostridiale necrotizzante in cui si sa essere coinvolto il "Tipo C" dell'organismo, che produce la β-tossina, potenzialmente ulcerante.
Pare che molti casi di avvelenamento da cibo a carico di C. perfringens rimangano subclinici, dato che gli anticorpi contro la tossina sono diffusi nella popolazione. Questo porta alla conclusione che, se non tutta, almeno la maggioranza della popolazione ha sperimentato un avvelenamento da cibo dovuta a C. perfringens.

## Caratteristiche delle colonie

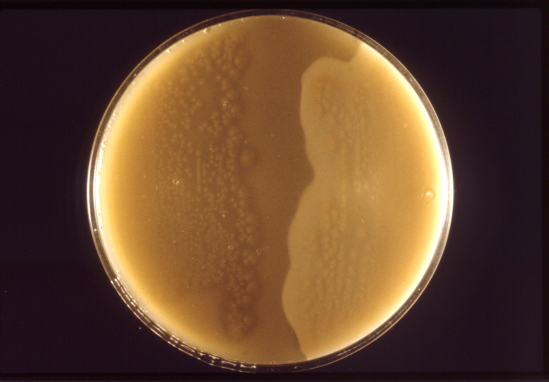
Colonie di C. perfringens su tuorlo d'uovo in piastra d'agar agar mostrano un precipitato bianco

Utilizzando piastre con agar sangue, il C. perfringens cresce anaerobicamente e produce β-emolisi, è piatto, diffuso, rugoso, forma colonie traslucenti con margini frastagliati. Una piastra di agar Nagler contenente 5-10% albume è usata per identificare ceppi che producono α-tossina, una lecitinasi diffusibile che interagisce con i lipidi nel tuorlo d'uovo producendo un caratteristico precipitato intorno alle colonie. Metà delle piastre sono trattate con antitossina che agisce come controllo durante l'identificazione.
Un altro terreno usato nella ricerca del C. perfringens è il T.S.C. (Triptosio Solfito Cicloserina Agar), su cui la riduzione del solfito è rivelata dalla caratteristica colorazione nera delle colonie.